# Ходоров
Хо́доров (укр. Хо́дорів) — город в Стрыйском районе Львовской области Украины. Административный центр Ходоровской городской общины.

## Географическое положение
Расположен на речке Луге, в 14 км к востоку от Жидачова.

## История

Герб города Ходорова (XV в.)

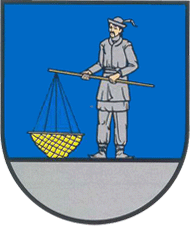
Герб города Ходорова (XIX в.)

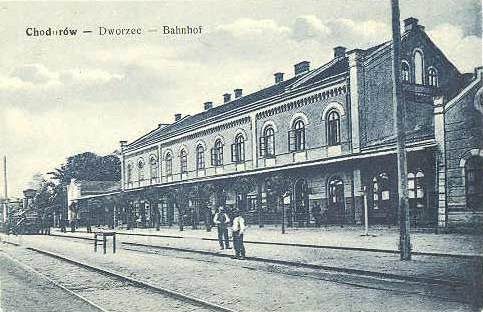
Железнодорожный вокзал города Ходорова. Конец XIX в.

Первое письменное упоминание о Ходорове относится к 1394 году. В документе, датированном этим годом, говорится о Дмитрии Волчковиче, «пане и законном владельце из Ходорова, уезда в Русской земле».
В те времена поселение стояло на острове, который образовался между прудом (ставом) и одним из рукавов речки Луга и назывался Ходоров-став или Ходоростав. В XV веке здесь был построен замок с глубоким рвом и подъёмным мостом. Ходоров окружали земляные валы с башнями на них. От замка к центру городка, с квадратной площадью и ратушей посредине, вела Замковая улица, в конце которой в 1460 году тогдашний владелец Ходорова, представитель магнатского рода Речи Посполитой Юрша (Ежи) Ходоровский, служивший в 1436 году львовским ловчим построил деревянный костел. Позднее владельцы городка в течение многих лет занимали пост львовского подкомория. В XVII в. они имели крупные имения в разных уездах Русского воеводства.
В 1436 Ходорову было предоставлено магдебургское право — с тех пор оно официально стало вольным городом.
В XVIII веке город пришёл в упадок. Длительные войны и междоусобная борьба двух королевских партий — сторонников Августа Сильного и Станислава Лещинского привели к разрушению значительной части Ходорова.
19 сентября 1768 года в Ходорове публично были казнены участники гайдамацкого движения С. Пилипчак, М. Яценчак, Д. Валахоченко из Черкасщины, П. Шабеляк, Н. Безвошенко и Д. Берушенко из Киевщины. Двум другим гайдамакам — Т. Надольному и И. Гончару из Смелы в тот день отрубили правые руки и левые ноги.

### 1772—1918
После первого раздела Речи Посполитой в 1772 году Ходоров вошёл в состав Австрии, но остался собственностью шляхтичей Жевусских, а затем их родственников Лянцкоронских. В 1787 году в Ходорове насчитывалось всего 214 жилых домов и 411 жителей.
После отменены крепостного права в Галиции в 1848 году Ходоров юридически стал свободным.
1 сентября 1866 года была построена и сдана в эксплуатацию железнодорожная линия Львов — Черновцы, проходившая через Ходоров. В 1889 году была введена в действие железнодорожная линия Стрый—Ходоров, продленная в 1897 году через Рогатин до Тернополя. Ходоров стал важным железнодорожным узлом.
Все годы Ходоров застраивался хаотично. Чешский журналист Франтишек Ржегорж, путешествовавший по Галиции, в 1894 году писал, что: 

Ходоров поразил меня чрезвычайным беспорядком и отсутствием какой бы то ни было планировки— Svetozor», 1894, N 28, c. 262
.
Развитие промышленности в Ходорове связывают с 1907 годом, когда здесь был построен кирпично-черепичный завод. В 1908 году — небольшой содовый завод. Хорошие пути сообщения и дубовые леса в окрестностях Ходорова обусловили возникновение лесопильного завода. В мае 1913 года начала работать механическая мастерская по ремонту сельскохозяйственных машин, 10 октября 1913 года — сахарный завод.
В 1896 году в Ходорове проживали 3618 человек.
Во второй половине XIX века бароном Козьмой де Во (Kazim de Vaux) в городе был построен дворец, серьёзно пострадавший во время первой мировой войны в 1915 г. В 1932-1933 годах князь Е.Любомирский восстановил сооружение. Сейчас в здании дворца размещается один из корпусов больницы.

### 1918—1939
С 1919 года в составе Польской Республики, с 23 декабря 1920 года — в Львовском воеводстве.
1 сентября 1939 года немецкие войска напали на Польшу.
17 сентября 1939 года части РККА вступили в восточные районы Польши — Западную Украину. Поход закончился подписанием 28 сентября 1939 года Договора о дружбе и границе между СССР и Германией.
27 октября 1939 года установлена Советская власть.

### 1939—1991
C 14 ноября 1939 года в составе Украинской Советской Социалистической Республики Союза Советских Социалистических Республик.
4 декабря 1939 года город в Жидачовском районе Дрогобычской области (Указ Президиума Верховного совета СССР от 4 декабря 1939 года).
17 января 1940 года стал центром Ходоровского района Дрогобычской области (Указ Президиума Верховного совета СССР от 17 января 1940 года).
В первый день Великой Отечественной войны, 22 июня 1941 года посёлок и станцию бомбили немецкие самолёты, в результате здесь начался пожар. Огнём с земли был сбит один бомбардировщик «юнкерс», который упал на находившийся на станции четырёхосный вагон с гранатами и сгорел. Пожар был потушен железнодорожниками, военнослужащими охранявшего станцию подразделения 79-го батальона РККА и подошедшим со станции Стрый восстановительным поездом. 2 июля 1941 года Ходоров был оккупирован немецкими войсками. 27 июля 1944 года — освобождён 127-й стрелковой дивизии РККА в ходе Львовско-Сандомирской наступательной операции.
C 1 сентября 1946 года — город районного подчинения Ходоровского района в составе Дрогобычской области.
21 мая 1959 года город и Ходоровский район Дрогобычской области перешли в состав Львовской области. Ходоровский район был ликвидирован.
В 1972 году здесь действовали сахарный комбинат, мясокомбинат, завод полиграфических машин, мебельная фабрика и др..
В январе 1989 года численность населения составляла 12 455 человек, в это время здесь действовали завод «Прибордеталь», завод электробытовых приборов, а также предприятия пищевой и деревообрабатывающей промышленности.

### В независимой Украине
В мае 1995 года Кабинет министров Украины утвердил решение о приватизации находившихся здесь мясокомбината, завода полиграфических машин и СКБ полиграфического оборудования, в июле 1995 года было утверждено решение о приватизации сахарного завода.
В 1997 году находившееся здесь профессионально-техническое училище № 11 было ликвидировано.

## Население
По данным переписи 2001 года, украинцы составляли 97,93 % населения города, русские — 1,19 %.
В 2025 году численность населения составляет более 9 тысяч человек.

### Языковой состав
Родной язык населения по данным переписи 2001 года:
| Язык       | Численность, чел. | Доля     |
| ---------- | ----------------- | -------- |
| Украинский | 10 410            | 98,76 %  |
| Другое     | 131               | 1,24 %   |
| Итого      | 10 541            | 100,00 % |

Украинский язык является основным и единственным официальным языком города.

## Транспорт
Железнодорожный узел.
Связан автодорогами со Львовом, Тернополем, Жидачовом, Дрогобычем, Рогатином и многими другими населёнными пунктами.

## Экономика
- Ходоровское хлебоприёмное предприятие[21]

## Евреи Ходорова
В Ходорове некогда была большая еврейская община. По данным краеведа, уроженца города И. Чумака, в 1642-1652 годах здесь была построена одна из древнейших деревянных синагог Галиции. Ходоровская синагога имела простой аркообразный потолок и оригинальные росписи. Первоначально роспись была выполнена в 1650-1652 годах Исраэлем бен Мордехаем Лисницким. В 1714 г. роспись была восстановлена Исааком бен Йегуда Лейбой. Ходоровская синагога была уничтожена фашистами в годы оккупации.

## Достопримечательности
- Памятник украинскому поэту Тарасу Шевченко
- Памятник Богдану Хмельницкому
- Костел XVIII ст.
- Дворец-замок и парк — памятники архитектуры местного значения

## Известные уроженцы
- Бальцер, Освальд Мариан (1858—1933) — польский историк, профессор польского права.
- Лопушанский, Владимир Николаевич (1903—1987) — украинский писатель, редактор.
- Мацкив, Тарсикия (1919—1944) — блаженная Украинской грекокатолической церкви, монахиня, мученица.
- Пресняков, Владимир Петрович (р. 1946) — российский музыкант.
- Косенко, Константин Николаевич (1952—2013) — украинский врач и учёный-стоматолог.